# Johan Leemans
Johan Leemans (* 1965 in Duffel) ist ein belgischer katholischer Kirchenhistoriker. Er ist seit 2008 mit dem Schwerpunkt griechische Patristik Professor für Christentum in der Spätantike an der Katholieke Universiteit Leuven. 

## Leben
Er schrieb seine Doktorarbeit über die Märtyrerpredigten Gregor von Nyssas. Anschließend forschte er als Postdoc an der homiletischen Korpus der kappadokischen Kirchenväter. Zwischen 2005 und 2008 bekleidete er den Lehrstuhl für Alte Kirchengeschichte und Patrologie an der Katholisch-Theologischen Fakultät der Universität Erfurt. 
In seiner Forschung konzentriert er sich hauptsächlich auf das vierte und fünfte Jahrhundert im griechischen Osten. Zurzeit leitet er ein Projekt über griechische Predigten zu Christi Himmelfahrt und Pfingsten. Außerdem ist er Herausgeber der Zeitschrift Sacris Erudiri und Mitherausgeber der Zeitschrift Vigiliae Christianae. Er arbeitet am Novum Testamentum Patristicum-Projekt und an der Sources-Chrétiennes-Ausgabe der Predigten Gregor von Nyssas mit. Johan Leemans ist Mitglied der Forschungsstelle für Geschichte der Kirche und Theologie und Prodekan für Forschung an der Fakultät für Theologie und Religionswissenschaft, KU Leuven.

## Veröffentlichungen (Auswahl)
- mit Wendy Mayer, Pauline Allen und Boudewijn Dehandschutter: ‘Let us die that we may live’. Greek Homilies on Christian Martyrs from Asia Minor, Palestine, and Syria (c. AD 350-AD 450). Routledge, London/New York 2003, ISBN 978-0-415-24042-0.
- Corpus christianorum 1953 - 2003. Xenium Natalicium. Fifty years of scholarly editing Turnhout, Brepols 2003, ISBN 2-503-51481-2.
- More than a memory. The discourse of martyrdom and the construction of Christian identity in the history of Christianity (Annua nuntia Lovaniensia; Band 51). Peeters Publishers, Leuven 2005, ISBN 978-90-429-1688-3.
- Boudewijn Dehandschutter. Polycarpiana. Studies on martyrdom and persecution in early Christianity. Collected essays (Ephemerides theologicae Lovanienses; Band 205). Universitaire Pers Leuven, Leuven 2007, ISBN 978-90-429-1993-8.
- Martyrdom and persecution in late antique Christianity. Festschrift Boudewijn Dehandschutter (Ephemerides theologicae Lovanienses; Band 241). Peeters Publishers, Leuven 2010, ISBN 978-90-429-2469-7.
- mit Peter Van Nuffelen, Shawn W. J. Keough und Carla Nicolaye (Hrsg.): Episcopal elections in late antiquity (Arbeiten zur Kirchengeschichte; Band 119). Verlag Walter de Gruyter, Berlin/Boston 2010, ISBN 978-3-11-026855-3.
- mit Brian J. Matz und Johan Verstraeten (Hrsg.): Reading patristic texts on social ethics. Issues and challenges for twenty-first-century Christian social thought. Catholic University of America Press, Washington DC 2011, ISBN 0-8132-1859-4.
- mit Peter Gemeinhardt (Hrsg.): Christian martyrdom in late antiquity. History and discourse, tradition and religious identity (Arbeiten zur Kirchengeschichte; Band 116). Verlag Walter de Gruyter, Berlin/Boston 2012, ISBN 978-3-11-026351-0.
- mit Matthieu Cassin (Hrsg.): Gregory of Nyssa. Contra Eunomium III. An English translation with commentary and supporting studies. Proceedings of the 12th International Colloquium on Gregory of Nyssa (Leuven, 14 - 17 September 2010) (Vigiliae Christianae. Texts and studies of early christian life and language; Band 14). Brill, Leuven 2014, ISBN 978-90-04-27061-9.